# Conferenza ONU sui cambiamenti climatici 2012
La Conferenza delle Nazioni Unite sui cambiamenti climatici del 2012, conosciuta anche come COP18, è stata la XVIII Convenzione quadro delle Nazioni Unite sui cambiamenti climatici e si è tenuta a Doha (Qatar) presso il Qatar National Convention Centre dal 26 novembre all'8 dicembre 2012, presieduta da Abdullah bin Hamad Al Attiyah ex vice primo ministro del Qatar. La conferenza incorporava la 18ª Conferenza delle Parti dell'UNFCCC (COP18) e l'8ª Conferenza delle Parti del Protocollo di Kyoto (CMP8).
La Conferenza ha raggiunto un accordo per estendere la durata del Protocollo di Kyoto, la cui scadenza era prevista per la fine del 2012, sino al 2020, e per attuare la Piattaforma di Durban del 2011, il che significa un Protocollo successivo a quello di Kyoto dovrebbe essere deciso nel 2015 e attuato entro il 2020. La formulazione adottata dalla Conferenza ha previsto per la prima volta il concetto di perdite e danni (loss and damage), un accordo di principio secondo cui i paesi più ricchi potrebbero essere finanziariamente responsabili nei confronti di altri paesi per la loro incapacità di ridurre le emissioni di carbonio.

## Contesto
Sotto l'egida della Convenzione quadro delle Nazioni Unite sui cambiamenti climatici (UNFCCC) ogni anno si svolge una conferenza inergovernativa per discutere delle questioni relative al cambiamento climatico, con lo scopo di affrontare la minaccia del riscaldamento globale causato dalle emissioni di gas serra come l'anidride carbonica (CO₂). La concentrazione di anidride carbonica nell'atmosfera terrestre ha raggiunto 391 ppm (parti per milione) nell'ottobre 2012 rispetto alla concentrazione preindustriale di 280 ppm. che gli scienziati del clima mondiale concordano essere insostenibile.
La conferenza del 2012 si è tenuta presso il Qatar National Convention Center di Doha, per una superficie interna di 3500 m², con 9 004 partecipanti registrati in rappresentanza di 192 stati. Le conferenze COP18 e CMP8 sono tecnicamente differenti ma strettamente correlate e talvolta integrate. La COP18 è stata preceduta da diverse sessioni tematiche.

## Prima della COP18
Nel corso dell'anno 2012 si sono tenuti gli incontri per preparare la Conferenza.
Dal 14 al 25 maggio 2012 si sono tenute a Bonn (Germania) le sessioni degli organi dell'UNFCCC:
- 1ª sessione del gruppo di lavoro sulla Piattaforma di Durban per un'azione rafforzata (DPWG-1);
- 15ª sessione del gruppo di lavoro ad hoc sull'azione cooperativa a lungo termine ai sensi della convenzione (WGACLT-15);
- 17ª sessione del gruppo di lavoro ad hoc su ulteriori impegni per le parti dell'allegato I ai sensi del protocollo di Kyoto (AWG-17);
- 36ª sessione degli organi sussidiari dell'UNFCCC: SBI36 e SBSTA36.

Dal 30 agosto al 5 settembre 2012 si sono tenute a Bangkok (Thailandia) le sessioni informali dei tre gruppi di lavoro dell'UNFCCC (DPWG, GTACLT e GTPK).
Dal 21 al 23 ottobre 2012 si è tenuta a Seul (Corea del Sud) la pre-COP in preparazione della 18ª Conferenza. Nell'imminenza dell'apertura dei lavori si sono tenute le ultime riunioni preparatorie:
- 70ª riunione del Meccanismo di sviluppo pulito (CDM), 19-23 novembre;[10]
- riunioni dei Paesi meno sviluppati, 20-21 novembre;
- riunioni dei Piccoli stati insulari in via di sviluppo, 22-23 novembre;
- riunioni del Gruppo africano, 22-23 novembre;
- riunione informale delle Parti sulle possibili raccomandazioni su perdite e danni associati agli effetti negativi del cambiamento climatico, 24 novembre;
- incontri preparatori G7 e Cina, 24-25 novembre.

## Doha 2012
La Conferenza di Doha 2012 è l'agglomerato di più conferenze correlate che si svolgono in parallelo e in modo semi-integrato:
- 18ª sessione della Conferenza delle Parti (COP18)
- 8ª sessione della Conferenza delle Parti per il Protocollo di Kyoto (CMP8)
- 37ª sessione dell'Organismo sussidiario per l'attuazione (SBI37)
- 37ª sessione dell'Organismo sussidiario per la consulenza scientifica e tecnologica (SBSTA37)
- 17ª sessione del Gruppo speciale di lavoro su ulteriori impegni per le parti dell'allegato I ai sensi del Protocollo di Kyoto, seconda parte (AWG-KP 17.2)
- 15ª sessione del Gruppo speciale di lavoro per l'attività cooperativa a lungo termine, seconda parte (AWG-LCA 15.2)
- 1ª sessione del Gruppo speciale di lavoro sulla piattaforma di Durban per un'azione potenziata, seconda parte (ADP 1.2)

## Obiettivi
La conferenza si è concentrata su cinque aspetti del cambiamento climatico:
- Adattamento: cambiamenti sociali e di altro tipo che devono essere intrapresi per adattare con successo al cambiamento climatico. L'adattamento può comprendere, ma non è limitato, a cambiamenti nell'agricoltura e nella pianificazione urbana.
- Finanze: modalità con le quali i paesi finanzieranno l'adattamento e la mitigazione del cambiamento climatico, sia da fonti pubbliche che private.
- Mitigazione: passi e azioni che i paesi del mondo possono intraprendere per mitigare gli effetti del cambiamento climatico.
- Tecnologia: tecnologie necessarie per adattare o mitigare i cambiamenti climatici e i modi in cui i paesi sviluppati possono supportare i paesi in via di sviluppo nell'adottarle.
- Perdite e danni: articolati per la prima volta alla Conferenza del 2012 e in parte basati sull'accordo firmato alla Conferenza ONU sui cambiamenti climatici 2010 a Cancún. Introduce il principio secondo il quale i paesi vulnerabili agli effetti del cambiamento climatico potranno essere compensati finanziariamente dai paesi che non riescono a ridurre le loro emissioni di carbonio.[2]

## Decisioni
La Conferenza ha prodotto un serie di documenti intitolato Doha Climate Gateway:
La Conferenza ha così aperto il II "Atto" del Protocollo di Kyoto, per il periodo dal 1º gennaio 2013 al 31 dicembre 2020, che riguarda l'Unione Europea, la Croazia, l'Islanda e altri otto paesi industrializzati tra cui Australia, Norvegia e Svizzera, che rappresentano il 15% delle emissioni globali di gas serra nel mondo. Ciascun paese «riesaminerà» i propri obiettivi di riduzione dei gas serra «entro il 2014».
In secondo luogo, la Conferenza si impegna ad estendere l'assistenza finanziaria ai paesi del sud del mondo per affrontare il cambiamento climatico. Il testo di Doha «sollecita» i paesi sviluppati ad annunciare ulteriori aiuti finanziari «quando le circostanze finanziarie lo consentiranno» e a presentare alla Conferenza ONU sui cambiamenti climatici 2013, COP19 di Varsavia, «le informazioni sulle loro strategie per mobilitare fondi al fine di raggiungere i 100 miliardi di dollari all'anno entro il 2020».
Inoltre, la Conferenza si pronuncia a favore del risarcimento di «perdite e danni» causati ai paesi del sud del mondo dal riscaldamento globale. Alla COP19 di Varsavia, «si decideranno accordi istituzionali, come un meccanismo internazionale, sulla questione perdite e danni relativi agli impatti del cambiamento climatico nei paesi in via di sviluppo particolarmente vulnerabili». Questo punto è stato aspramente contestato dai paesi del Sud, che si considerano vittime delle azioni del Nord che hanno sconvolto il clima, e dagli Stati Uniti, che temono un "meccanismo" che porti un giorno ad azioni legali e non vogliono pagare più di quanto già previsto nei vari accordi delle Nazioni Unite sul clima.
Infine, la Conferenza prevede, come avvenuto alla COP17 di Durban 2011, un «accordo globale e ambizioso» nel 2015. L'accordo di Doha ribadisce l'ambizione di adottare «un protocollo, un altro strumento giuridico o un accordo che abbia valore legale» alla Conferenza ONU prevista nel 2015, che entri in vigore nel 2020, e ricorda l'obiettivo di raggiungere un limite all'innalzamento della temperatura a +2 °C. A differenza del Protocollo di Kyoto, questo accordo non riguarderà solo i paesi industrializzati ma tutti i Paesi, compresi i grandi paesi emergenti e gli Stati Uniti. Un testo che serva da base per i negoziati devrà essere disponibile «entro maggio 2015» e l'accordo di Doha «accoglie favorevolmente» la proposta del segretario generale delle Nazioni Unite Ban Ki-moon di convocare i leader mondiali nel 2014 su questo tema.

## Pubblicazioni
- (EN) Segretariato UNFCCC, Decisions adopted by the Conference of the Parties (PDF), Doha, UNFCCC, 28 febbraio 2013.